# Autostrada A24
Die Autostrada A24 (italienisch für ‚Autobahn A24‘), auch Strada dei parchi („Straße der Parks“) genannt, ist eine italienische Autobahn und führt von Rom über L’Aquila nach Teramo und liegt in den Regionen Latium und Abruzzen. Die Straße ist 165,9 km lang und mautpflichtig. Betreiber ist die Strada dei Parchi SPA. Zwischen Juli 2022 und 2023 wurde der gesamte Abschnitt von der staatlichen Autobahngesellschaft ANAS verwaltet.

## Geschichte und Ausbauzustand (in Bearbeitung)
Die Strecke ist durchgehend vierspurig ausgebaut.
Der erste Abschnitt von Rom nach Castel Madama wurde 1969 für den Verkehr freigegeben, 2009 wurde der letzte Abschnitt fertiggestellt.
Eröffnungsdaten:
- Roma – Castelmadama: 10. Juli 1969
- Castelmadama – Torano: 18. Juli 1970
- Torano – L’Aquila Ovest: 14. September 1969
- L’Aquila O. – L’Aquila Est: 31. Dezember 1975
- L’Aquila Est – Assergi: 17. Oktober 1979
- Assergi – Villa Vomano: 1. Dezember 1984
- Villa Vomano – Teramo: 24. Mai 1989

## Verlauf

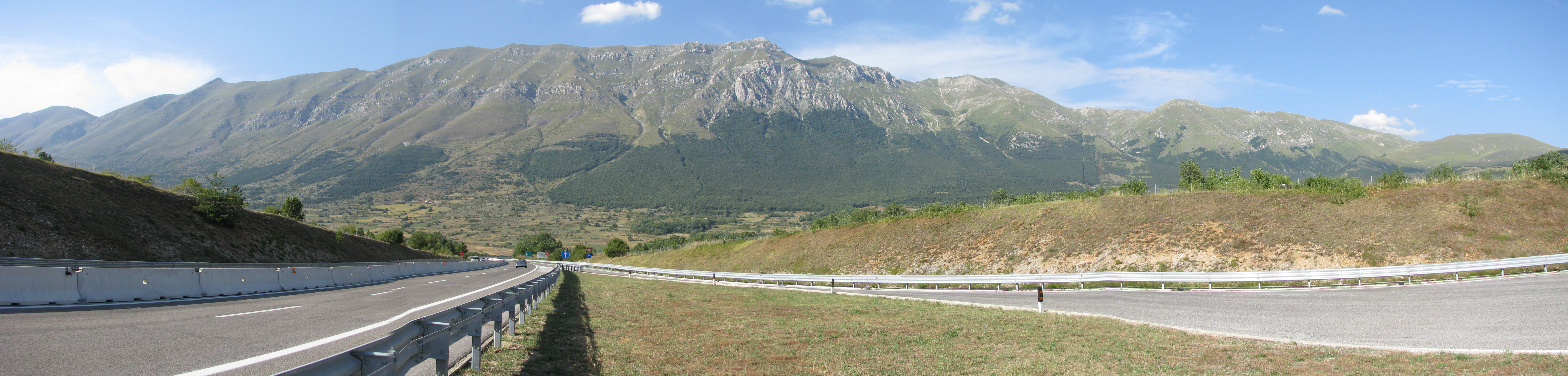
Panorama nahe dem Gran-Sasso-Tunnel

Die Strecke verläuft durch bergiges Terrain, weshalb viele Tunnel und Brücken erbaut werden mussten.
Die A24 beginnt in Rom, wo sie von der Tangenziale Est abzweigt. Am Grande Raccordo Anulare beginnt die eigentliche Kilometrierung.
Bei km 11 kreuzt sie sich mit der A1 nahe Tivoli. Weiter Richtung Osten führt sie bei Vicovaro und Castel Madama vorbei und kreuzt bei km 72 mit der A25 und in ihrem weiteren Verlauf  erreicht sie die  Regionshauptstadt der Abruzzen, L’Aquila.
Der mit 10.173 m längste zweiröhrige Autobahntunnel Europas, der Gran-Sasso-Tunnel, verläuft zwischen Teramo und L’Aquila. Nach 158 Kilometern erreicht die A24 den Endpunkt bei Teramo.